# Flox
Pour le carburant en astronautique, voir FLOX.
Flox, de son vrai nom Florian Gratton est un compositeur de reggae britannique, vivant en France depuis l'âge de onze ans. 
Ses compositions reprennent les structures du reggae historique tout en y incorporant des éléments plus modernes.

## Albums

### Albums Studio
- 2006 : Take My Time, par FLOX (UNDERDOG RECORDS)

1. In My Heads
2. What’s it gonna take ?
3. Business
4. Take my

Time
1. That Day
2. May Fly
3. Find a way
4. Drum & Bass
5. Daily Bread
6. Wake up

## Clips
- Clip The Words
- Clip Right Here

## Récompenses
En 2010, le titre The Words remporte le Grand Prix du Festival Protoclip, le festival du clip indépendant.